# Merete Pedersen
Merete Pedersen (født 30. juni 1973) er en tidligere dansk fodboldspiller, der som angriber spillede i OB og på Danmarks kvindefodboldlandshold.
Merete Pedersen begyndte sin karriere i Vejle Boldklub, men skiftede senere til OB. Hun har også spillet for Jerlev, Jelling og B1909. I to perioder har hun spillet som professionel i udlandet: 1999-2000 i den tyske klub TSV Siegen og 2003-06 i italienske Torres Calcio Feminile.
Hendes landsholdskarriere begyndte på U/21-landsholdet i 1992, og hun nåede 13 kampe her, inden hun kom på A-landsholdet. På kvindelandsholdet er hun den danske spiller, med næstflest landskampe overhovedet, idet det blev til 136 kampe, inden hun i 2009 meddelte, at hun ikke længere ønskede at spille på landsholdet. Hun har scoret 65 mål, hvilket var rekord for kvindelandsholdet, indtil Pernille Harder i 2021 overgik dette.
Hun deltog for Danmark ved VM i fodbold 1999 og 2007, sommer-OL 1996 og EM i fodbold 1997, 2001 og 2005.
Merete Pedersen blev valgt som årets kvindelige fodboldspiller i 2005.